# Kalyptodoras bahiensis
Kalyptodoras bahiensis — єдиний вид роду Kalyptodoras родини Бронякові ряду сомоподібних.

## Опис
Загальна довжина сягає 24,5 см. Голова широка і трохи сплощена. На морді є 3 пари вусиків. Тулуб широкий. Перед спинним плавцем є добре розвинена кістяна пластина. Спинний плавець має 4—6 променів з шипом на першому. Уздовж бічної лінії є добре розвинені кісткові щитки. Грудні плавці великі, з сильними шипами. Жировий плавець невеличкий. Анальний плавець більше за жировий.

## Спосіб життя
Біологія вивчена недостатньо. Воліє прісної води. Є демерсальною рибою. Цей сом активний уночі. Вдень ховається серед корчів. Живиться переважно дрібними рибами.

## Розповсюдження
Мешкає в басейні річки Параґуасу (порт. Rio Paraguaçu) на північному сході Бразилії).